# Minucia radiata
Minucia radiata är en fjärilsart som beskrevs av Edward Alfred Cockayne 1953. Minucia radiata ingår i släktet Minucia och familjen nattflyn. Inga underarter finns listade i Catalogue of Life.